# Francesco Antonio Correr
Francesco Antonio Correr (Venezia, 7 ottobre 1676 – Venezia, 17 maggio 1741) è stato un patriarca cattolico italiano.

## Biografia
Nato a Venezia il 7 ottobre 1676, si avviò alla carriera militare divenendo Comandante della flotta veneziana contro la flotta ottomana che sosteneva l'assedio dell'isola veneziana di Corfù (insula corcyrensis) nel 1715. Ispirato dal Padre dei Lumi (Dio), desideroso di un maggiore impegno nell'arena di Cristo e della Croce, abbracciò la severità dell'Ordine dei cappuccini. Fu ordinato sacerdote nell'Ordine dei frati minori cappuccini il 16 aprile 1730 presso il convento del Redentore alla Giudecca. Operò umilmente come esempio di santità, faro di luce cristiana al monte di pietà. Per i suoi meriti e per le sue virtù, la Serenissima, grata per aver egli distrutto "i corni della luna ottomana" lo volle presule di quella chiesa patriarcale; ricevette il pallio il 15 dicembre del 1734 e la consacrazione episcopale il 30 gennaio 1735 dalle mani del patriarca di Aquleia e quindi primate della Dalmazia.
Morì a Venezia il 17 maggio 1741, dove venne sepolto nella chiesa patriarcale. Un dipinto con la sua immagine è conservato, in buone condizioni, nella sagrestia della chiesa madre di Ginosa, in provincia di Taranto.

## Genealogia episcopale
La genealogia episcopale è:
- Cardinale Scipione Rebiba
- Cardinale Giulio Antonio Santori
- Cardinale Girolamo Bernerio, O.P.
- Arcivescovo Galeazzo Sanvitale
- Cardinale Ludovico Ludovisi
- Cardinale Luigi Caetani
- Cardinale Ulderico Carpegna
- Cardinale Paluzzo Paluzzi Altieri degli Albertoni
- Cardinale Gaspare Carpegna
- Cardinale Fabrizio Paolucci
- Cardinale Daniele Dolfin
- Patriarca Francesco Antonio Correr, O.F.M.Cap.

## Araldica
| Stemma | Descrizione                                               | Blasonatura |
| \| \|  | Francesco Antonio Correr Patriarca di Venezia (1734-1741) | Troncato d'argento e d'azzurro alla losanga confinante dell'uno all'altro. Lo scudo accollato a una doppia croce astile trifogliata d'oro, è timbrato da un cappello prelatizio a quindici nappe per lato, il tutto di verde e oro |
|        |                                                           | |